# À nous quatre
Pour les films ayant le même titre original, voir The Parent Trap.
Pour plus de détails, voir Fiche technique et Distribution.
À nous quatre (The Parent Trap), ou L'Attrape Parents au Québec, est un film américain de Walt Disney Pictures réalisé par Nancy Meyers et sorti en 1998.
Il s'agit de la septième adaptation du roman de 1949 Deux pour une (Das doppelte Lottchen) d'Erich Kästner et d'un remake du film La Fiancée de papa (The Parent Trap) réalisé par David Swift en 1961. Ce film a fait connaître Lindsay Lohan.

## Synopsis
Au début de l'année 1986, Nicolas « Nick » Parker et Elizabeth « Lizzie » James se rencontrent et se marient sur le Queen Elizabeth 2. 
Onze ans et neuf mois plus tard, à l'été 1998, Aline Parker, qui vit dans la Napa Valley en Californie avec son père, et Annie James, qui habite dans un quartier chic de Londres avec sa mère, sont toutes les deux envoyées dans une colonie de vacances pour jeunes filles, le Camp Walden. Après un match d'escrime, les deux jeunes filles se rencontrent pour la première fois et remarquent leur troublante ressemblance physique. Dotées de personnalités opposées, elles se mesurent alors l'une à l'autre, rivalisant d'astuces et de farces. Elles sont finalement mises à la cabane d'isolement de la colonie par la directrice après qu'Aline ait piégée le dortoir d'Annie. À cette occasion, les deux jeunes filles découvrent, en échangeant sur leurs vies, qu'elles sont toutes les deux nées le même jour, qu'Aline ne connaît pas sa mère et qu'Annie ne connaît pas son père. De plus, elles possèdent toutes les deux une photo du parent qu'elles ne connaissent pas. Lorsqu'elles se les montrent, chacun reconnait le parent avec lequel elle a grandi. Elles comprennent ainsi que leurs parents étaient autrefois mariés et qu'elles sont sœurs jumelles.    
Aline propose alors à Annie d'échanger leur place. Annie n'est d'abord pas convaincue, du fait de leurs personnalités complètement différentes, mais Aline la persuade en lui expliquant qu'elles n'auront qu'à apprendre à se comporter comme l'autre. Ce plan doit permettre à chacune de rencontrer le parent qu'elle ne connaît pas, et, à terme, de les faire se revoir pour les ré-échanger lorsqu'elles leur auront révélé la vérité. Elles passent alors tout le reste de la colonie à tout savoir de la vie de l'autre, apprenant à quoi ressemblent leur maisons et comment sont les personnes qu'elles côtoient au quotidien. Annie va même jusqu'à se faire couper les cheveux et percer les oreilles par sa soeur pour lui ressembler davantage.     
La colonie terminée, Aline, se faisant passer pour Annie, arrive à Londres, chargée de découvrir comment leurs parents se sont connus. Elle fait ainsi la connaissance de Martin, le majordome de sa famille, qui l'accueille à l'aéroport, de son grand-père maternel, et surtout de sa mère Lizzie James, une styliste en vogue. Après avoir passé une journée avec elle à son travail, elle la questionne sur son père et apprend que ses parents se sont rencontrés et mariés à bord d'un bateau, le Queen Elizabeth 2, et ont divorcé peu de temps après sa naissance.  
En parallèle, Annie se faisant passer pour Aline arrive à Napa Valley, avec pour mission de découvrir comment leurs parents se sont séparés. Elle fait la connaissance de son père, Nick Parker, un riche viticulteur, ainsi que de Chessy, la gouvernante de la maison. Elle apprend par cette dernière que son père fréquente depuis le début de l'été Meredith Blake, une femme vénale et plus jeune que lui, que son père lui présente. Le caractère menteur et hypocrite de la jeune femme déplait à Annie, et elle la soupçonne rapidement, tout comme Chessy, de n’être intéressée que par l’argent de son père. Elle appelle alors Aline à Londres et tente de lui expliquer l’urgence de la situation et qu'elle doit l'aider à y remédier, elle-même ne connaissant leur père que depuis quelques heures. Puisque que son père n’a jamais eu de relation sérieuse avec une femme depuis sa naissance et qu'elle connaît à peine sa mère, Aline préfère l’ignorer afin de passer plus de temps seule avec sa mère. 
Annie passe la journée suivante avec son père dans ses caves à vins et ses vignes, et tente, sans succès, de le questionner sur sa mère. De retour d’une promenade à cheval, elle est interrogée par Chessy. La gouvernante est intriguée des changements qu’elle a remarqués depuis le retour de la jeune fille : son appétit et son régime alimentaire ne sont plus les même, leur chien Sammy ne vient plus la voir, et il lui arrive d'utiliser des expressions beaucoup plus distinguées qu'auparavant. Annie décide alors de lui avouer qui elle est. La gouvernante, émue de la rencontrer, accepte de garder son secret. Nick les rejoint alors, et dit à sa fille qu’il veut épouser Meredith, ce qui contrarie énormément Annie (elle commence même à parler en italien, une langue qu'elle as appris avec sa mère, au grand étonnement de Nick). Elle s'enfuie à l'issue de la discussion, et Meredith vient lui parler peu après. Elle essaye d’abord de se montrer amicale, mais montre rapidement qu’elle est déterminée à épouser Nick d’ici deux semaines, et, lorsqu'elle réalise qu'Annie a compris ses intentions, dit à la fillette qu’elle ne la laissera pas se mettre sur son chemin. 
Après cette conversation, Annie recontacte Aline par fax, contraignant cette dernière à devoir lui téléphoner depuis une cabine pour éviter de se faire remarquer. Face à l'urgence de la situation, les deux jeunes filles conviennent cette fois-ci d’avancer les retrouvailles de leurs parents, et qu'Aline doit révéler qui elle est à sa mère. En sortant, elle est surprise par son grand-père qui l'a suivi jusqu'à la cabine, étant lui-même intrigué par l’attitude de sa petite-fille depuis son retour. Aline n’a d’autre choix que de lui avouer la vérité. Le lendemain matin, elle révèle à sa mère être Aline, et avoir échangé sa place avec sa sœur en vue de réunir leurs parents et de pouvoir la recontrer et la connaître. Désemparée, sa mère n’a d’autre choix que de partir pour les États-Unis afin de refaire l’échange, accompagnée de Martin.
Lizzie, Aline et Martin arrivent donc à l'hôtel Staford de San Francisco, où se trouvent Nick, Annie, Chessy, ainsi que Meredith et ses parents, qu’elle présente à Nick en vue de leur mariage dans l'hôtel. Alcoolisée, la mère d’Annie et Aline croise successivement ses deux filles sans s'en rendre compte, avant d’apercevoir Nick avec Meredith dans un ascenseur. Elle retrouve ensuite ses filles, et est heureuse de les voir toutes les deux réunies. En revanche, elle n’apprécie pas du tout de découvrir que, à l’inverse de ce qu’Aline a affirmé, Nick n’est absolument pas au courant du fait qu’ils sont censés se revoir, et que le père de ses filles va bientôt se remarier. Pendant ce temps, alors que Nick recherche son ex-femme, qu’il a également aperçu, celle-ci rencontre Meredith au bar de l'hôtel. Meredith ignorant qu'Elizabeth était mariée à Nick, elle tente de l'embaucher pour réaliser sa robe de mariée.    
Le couple finit par se retrouver après que Nick soit tombé dans la piscine de l’hôtel, et toute la famille fête ses retrouvailles après que les filles et Elizabeth aient tout avoué à Nick, également heureux de voir ses deux filles réunies. Le soir venu, Annie et Aline emmènent leurs parents pour un dîner romantique à bord d’un bâteau semblable à celui sur lequel ils se sont mariés, espérant recréer l’atmosphère de leur mariage. Nick et Lizzie se remémorent ensemble le souvenir de leur rencontre et de leur séparation, mais décident malgré tout de ne pas se remettre ensemble. Ils finissent par trouver un nouvel arrangement qui permettra aux deux soeurs de se voir à plusieurs reprises dans l'année, pendant les vacances scolaires.  
Le jour du départ, les jumelles, mécontentes de l’accord trouvé par leurs parents, refusent de leur dire laquelle est Annie et laquelle est Aline et s'habillent même de manière identique, afin de semer le doute dans l'esprit de leurs parents. Elles exigent de faire avec eux la randonnée dans les montagnes qu'Aline et Nick ont l’habitude de faire chaque année avant la rentrée scolaire. Leurs parents acceptent, n'ayant aucun moyen sûr de les différencier. L’apprenant, Meredith est mécontente de savoir qu'Elizabeth doit y participer. Lizzie lui propose de venir et incite Nick et ses filles à accepter, pour mieux se désister au dernier moment, afin de laisser Meredith et Nick se retrouver. La randonnée est un calvaire pour Meredith, les filles faisant tout pour la lui rendre la plus difficile possible, bien que leur père leur demande de faire preuve de tolérance. Arrivés au lac où ils campent pour la nuit, Aline et Annie profitent du sommeil de la jeune femme pour déplacer son sac de couchage sur le lac. Lorsqu’elle se réveille le lendemain matin, elle tombe à l’eau, et, furieuse, exhorte Nick à choisir entre elle et ses filles, menaçant de les envoyer en pensionnat dès leur mariage s'il la choisit. Le père décide finalement de prendre le parti de ses filles, et il rompt avec sa fiancée, qui hurle furieusement.  
De retour chez eux, Nick punit ses filles pour leur attitude, et passe la soirée seul avec Lizzie, profitant de l'absence de leur employés. Les filles croisent les doigts en voyant leur père bien habillé, comprenant qu'il va passer la soirée avec leur mère et espérant que leurs parents vont se rapprocher. Les deux anciens amants terminent dans la réserve de vins personnel de Nick, semblent se rapprocher et s'apprêtent à s'embrasser, mais sont interrompus au dernier moment par le retour de Chessy et Martin. Bien qu'ils aient visiblement encore des sentiments l’un pour l’autre, ils préfèrent ne pas reprendre leur relation.  
Le lendemain, sous une pluie battante, Nick et Aline disent au revoir à Lizzie et Annie, qui repartent en Angleterre, malgré la tristesse des deux fillettes de voir leur plan échouer et de devoir se séparer à nouveau. De retour à Londres, elles découvrent avec surprise que Nick et Aline sont là et sont arrivés avant elles par le Concorde, s’étant rendu compte qu’ils ne voulaient plus être séparés d'elles. Nick déclare alors son amour à Lizzie, ils s'embrassent et décident alors de se remettre ensemble et de reprendre leur relation. Le film s'achève sur le remariage de nick et Lizzie, pour la plus grande joie de leurs filles. 

## Fiche technique
- Titre français : À nous quatre
- Titre original : The Parent Trap
- Titre québécois : L'Attrape Parents
- Réalisation : Nancy Meyers
- Scénario : David Swift, Nancy Meyers et Charles Shyer, d'après le roman Deux pour une (Das doppelte Lottchen), d'Erich Kästner (1949)
- Musique : Alan Silvestri
- Photographie : Dean Cundey
- Montage : Stephen A. Rotter
- Décors : Dean Tavoularis
- Costumes : Penny Rose
- Production : Charles Shyer, Bruce A. Block et Julie B. Crane
- Société de production : Walt Disney Pictures
- Société de distribution : Buena Vista Pictures
- Budget : 15 500 000 $
- Pays de production :  États-Unis
- Langue originale : anglais
- Format : couleurs - 1,85:1 - 35 mm - DTS / Dolby Digital / SDDS
- Genre : comédie
- Durée : 128 minutes
- Dates de sortie :
  - États-Unis : 20 juillet 1998 (première)
  - États-Unis et Canada : 29 juillet 1998
  - Royaume-Uni : 11 décembre 1998
  - Belgique et France : 31 mars 1999

## Distribution
- Lindsay Lohan (VF : Kelly Marot ; VQ : Claudia-Laurie Corbeil) : Aline Parker (Hallie en VO et VQ)/ Annie James
- Dennis Quaid (VF : Bruno Choël ; VQ : Hubert Gagnon) : Nicolas « Nick » Parker
- Natasha Richardson (VF : Françoise Cadol ; VQ : Élise Bertrand) : Elizabeth « Lizzie » James
- Elaine Hendrix (VF : Dominique Westberg ; VQ : Natalie Hamel-Roy) : Meredith Blake
- Lisa Ann Walter (VF : Marjorie Frantz ; VQ : Madeleine Arsenault) : Chessy
- Simon Kunz (VF : Patrick Osmond ; VQ : Jean-Luc Montminy) : Martin
- Polly Holliday : Marva Kulp, Sr.
- Maggie Wheeler (VF : Déborah Perret) : Marva Kulp, Jr.
- Ronnie Stevens (VF : Jacques Ciron) : Charles James dit Bon papa
- Joanna Barnes (VF : Maria Tamar) : Vicki Blake
- J. Patrick McCormack : Les Blake
- Hallie Meyers-Shyer : Lindsay
- Maggie Emma Thomas : Zoe
- Courtney Woods : Nicole
- Katerina Graham : Jackie

## Production

### Tournage
Le tournage s'est déroulé du 15 juillet au 18 décembre 1997 à Crestline, Long Beach, Los Angeles, Napa Valley, San Francisco et Londres.

## Bande originale

### Alan Silvestri
- La bande originale du film a été composée par Alan Silvestri en 1998, sous le titre The Parent Trap - Music Composed & Conducted by[1].

### Divers artistes
- Cet album, sous le nom The Parent Trap - Original Soundtrack, sorti en 1998, reprend une partie des chansons entendues durant le film, dont le morceau Suite from The Parent Trap du compositeur Alan Silvestri[1].

## Accueil

### Accueil critique
Sur l'agrégateur américain Rotten Tomatoes, le film récolte 86 % d'opinions favorables pour 51 critiques. Sur Metacritic, il obtient une note moyenne de 64⁄100 pour 19 critiques.
En France, le site Allociné propose une note moyenne de 3⁄5 à partir de l'interprétation de critiques provenant de 5 titres de presse.

## Autour du film
- Le roman d'Erich Kästner a connu de nombreuses adaptations cinématographiques. Parmi les plus importantes, citons Petite Maman, de Josef von Báky (1950), La Fiancée de papa, de David Swift (1961) et dont À nous quatre est un remake, ou encore Charlie & Louise, de Joseph Vilsmaier (1994) et Papa, j'ai une maman pour toi d'Andy Tennant (1995).
- Les jumelles du film ont le même prénom qu'Annie et Allie Meyers-Shyer, les deux filles de la réalisatrice Nancy Meyers et du producteur Charles Shyer, qui font toutes deux une courte apparition. Hallie joue une fille du camp qui demande où se trouve le bungalow Navajo au début du film, tandis qu'Annie est la fille de l'hôtelier qui apporte la trousse de premiers secours à Elizabeth.
- Michael Lohan, le petit frère de l'actrice Lindsay Lohan, fait également une apparition en tant qu'enfant perdu.
- Quand Aline arrive à Londres et rencontre Martin à l'aéroport, on peut voir en arrière-plan la mère de Lindsay Lohan tenir son jeune frère Dakota, et à côté d'elle, son autre frère Michael et sa sœur Aliana.
- Dans la version originale, Annie et sa mère prononcent quelques phrases en français (Annie quand elle s'énerve contre son père lui annonçant qu'il va épouser Meredith et Elizabeth au téléphone avec une cliente de Paris avant qu'Aline lui révèle son identité). Dans la version française du film, ces phrases sont prononcées en italien (et « Paris » est remplacée par « Rome »).
- L'actrice Michelle Trachtenberg fut un temps pressentie pour le rôle des jumelles. Fait amusant, son anniversaire a lieu le 11 octobre, le même jour qu'Aline et Annie dans le film.
- Les évènements du film sont censés se dérouler onze ans et neuf mois après le mariage de Nick et Lizzie (comme indiqué après la scène d'ouverture). Les parents des jumelles se marient en janvier 1986 et leurs filles naissent effectivement neuf mois plus tard, le 11 octobre de la même année. Or, Aline et Annie se disent au camp d'été qu'elles auront douze ans le 11 octobre prochain, ce qui implique que la colonie ou les jumelles se rencontrent se déroule à l'été 1998. La partie du film à la colonie commence donc au moins douze ans et six mois après la scène d'ouverture.